# Nguyễn Thời Trung
Nguyễn Thời Trung (sinh năm 1976 tại Phan Rang, tỉnh Ninh Thuận) là một nhà khoa học người Việt. Anh hiện là Phó giáo sư, Viện trưởng Viện Khoa học tính toán và Trí tuệ nhân tạo thuộc Trường Đại học Văn Lang.
PGS. Nguyễn Thời Trung đã công bố trên 350 công trình ở các tạp chí ISI uy tín. Theo cơ sở dữ liệu Web of Science (ISI) của Mỹ, PGS. Nguyễn Thời Trung có hơn 19.200 trích dẫn khoa học cho đến nay. Tuy nhiên trong đợt phong giáo sư năm năm 2020, hồ sơ của Nguyễn Thời Trung không được công nhận . Mặc dù Hội đồng Giáo sư ngành Cơ học đã đưa ra lý do loại hồ sơ nhưng không hoàn toàn thuyết phục dư luận.

## Sự nghiệp
Nguyễn Thời Trung có sự nghiệp học hành đại học và sau đại học thuận lợi. Năm 1999, Nguyễn Thời Trung tốt nghiệp kỹ sư tại Đại học Bách khoa Thành phố Hồ Chí Minh. Đến năm 2001, anh tốt nghiệp cử nhân về toán tin và khoa học máy tính tại Trường Đại học Khoa học Tự nhiên Thành phố Hồ Chí Minh.
Đến năm 2003, anh tốt nghiệp thạc sĩ cơ học ứng dụng tại Trường Đại học Khoa học Tự nhiên Thành phố Hồ Chí Minh và tốt nghiệp thạc sĩ châu Âu ngành cơ học công trình tại Đại học Liege (Bỉ). Sau đó, năm 2010 anh tốt nghiệp tiến sĩ về cơ học kỹ thuật tại Đại học Quốc gia Singapore (NUS). Năm 2015, ông tốt nghiệp thêm cử nhân triết học tại Trường Đại học Khoa học Xã hội và Nhân văn Thành phố Hồ Chí Minh.
Anh bắt đầu sự nghiệp giảng dạy và nghiên cứu khoa học tại bộ môn toán cơ, khoa toán tin, Trường Đại học Khoa học Tự nhiên Thành phố Hồ Chí Minh từ năm 2001. Sau khi tốt nghiệp tiến sĩ tại NUS, anh trở về nước và tham gia giảng dạy và nghiên cứu tại Trường Đại học Tôn Đức Thắng (TDTU) từ năm 2010 đến 7/2022. Từ 8/2022 anh làm việc tại Trường đại học Văn Lang (VLU) và nay là Viện trưởng Viện khoa học tính toán và Trí tuệ nhân tạo của VLU. Năm 2013, anh được Hội đồng chức danh giáo sư Nhà nước công nhận chức danh phó giáo sư. Năm 2017, anh được Uỷ ban đề bạt và phân công chuyên môn của TDTU phân công nhiệm vụ giáo sư nghiên cứu thực thụ qua bình duyệt của các chuyên gia hàng đầu thế giới.
Năm 2018, Nguyễn Thời Trung được Đại học Old Dominion (Mỹ) mời tham gia giảng dạy và nghiên cứu. Đại học Old Dominion (ODU) là một trong những đại học lớn của bang Virginia (Mỹ) với hơn 24.000 sinh viên. Hàng năm, ODU đóng góp hơn 2 tỷ USD cho nền kinh tế của bang này.

### Cơ học tính toán
PGS. Nguyễn Thời Trung có các đóng góp nghiên cứu học thuật trong khoa học tính toán, và là chuyên gia về cơ học tính toán. Những đóng góp về phát triển phương pháp phần tử hữu hạn trơn (Smoothed finite element method), phân tích ứng xử kết cấu, tối ưu hoá kết cấu, chẩn đoán hư hỏng kết cấu và trí tuệ nhân tạo (artificial intelligence – AI) của anh đã có ảnh hưởng trong chuyên ngành. Tính đến nay, Nguyễn Thời Trung đã công bố trên 350 công trình nghiên cứu khoa học trên các tập san khoa học có uy tín cao được liệt kê trong Cơ sở dữ liệu ISI của Mỹ. Theo Cơ sở dữ liệu ISI của Mỹ, anh đã có hơn 19200 trích dẫn khoa học, với chỉ số H-index là 73. Đây là những thành tựu xuất sắc đối với một chuyên gia làm nghiên cứu trong điều kiện ở Việt Nam, nhưng có thể sánh với tiêu chuẩn của một chuyên gia quốc tế. Năm 2017, Nguyễn Thời Trung được Trường Đại học Tôn Đức Thắng tặng thưởng danh hiệu "Nhà khoa học đặc biệt xuất sắc trong nghiên cứu khoa học" để vinh danh các đóng góp trong ngành này tại trường.

## Vinh danh
PGS. Nguyễn Thời Trung, vào năm 2019, đã được tạp chí khoa học và sinh học (tạp chí PLoS Biology) của Mỹ vừa bình chọn vào danh sách 100.000 nhà khoa học hàng đầu thế giới. Việc xếp hạng của PLoS Biology được căn cứ vào cơ sở dữ liệu của gần 7 triệu tác giả, nhà khoa học trong gần 60 năm trên toàn thế giới. Ngoài PGS. Trung, danh sách này 2019 còn có hai nhà khoa học của Việt Nam nằm trong số 100.000 nhà khoa học hàng đầu thế giới, gồm giáo sư tiến sĩ khoa học Nguyễn Đình Đức (Đại học Quốc gia Hà Nội) và phó giáo sư Trần Xuân Bách (Trường Đại học Y Hà Nội, chuyên gia nghiên cứu về y tế cộng đồng).
Trước đó, vào năm 2018, PGS. Nguyễn Thời Trung cũng đã được vinh danh là một trong 4 nhà khoa học xuất sắc quốc tế nhận giải thưởng Giải thưởng Khoa học Trường Đại học Tôn Đức Thắng (TDTU PRIZE) Để giành giải thưởng này, anh đã vượt qua 62 ứng viên quốc tế đến từ nhiều quốc gia và vùng lãnh thổ như Mỹ, Nhật Bản, Trung Quốc, Đài Loan, Pháp, Nga, Bỉ. Giải thưởng này xét duyệt dựa trên 3 tiêu chí quan trọng: Năng suất và chất lượng nghiên cứu khoa học (thể hiện qua số công trình công bố quốc tế, tác động của tập san khoa học, vai trò và đóng góp của tác giả trong các công trình nghiên cứu đã công bố); Tầm quan trọng và cách tân trong nghiên cứu khoa học (thể hiện qua phương pháp, đánh giá của chuyên gia và kết quả triển khai trong thực tế); Tầm ảnh hưởng của nghiên cứu khoa học (được đánh giá qua các chỉ số trắc lượng khoa học như: tần số trích dẫn, vai trò lãnh đạo trong các hội nghị và xã hội).